# 木花地域自治区
木花地域自治区（きばなちいきじちく）は、宮崎県宮崎市の地域自治区の一つ。市の南部に位置し、地域自治区のうち最も面積が大きい。本項では同区域にかつて所在した宮崎郡木花村（きばなそん）についても述べる。

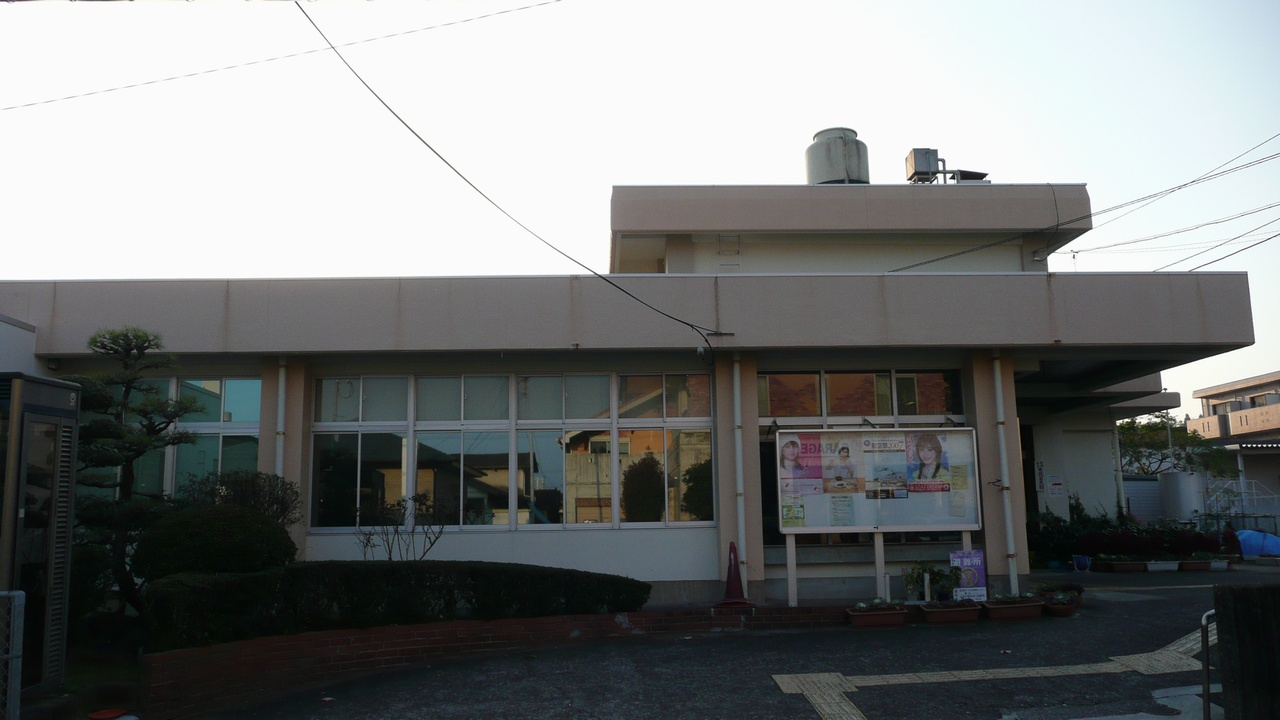
木花地域センター

## 地理

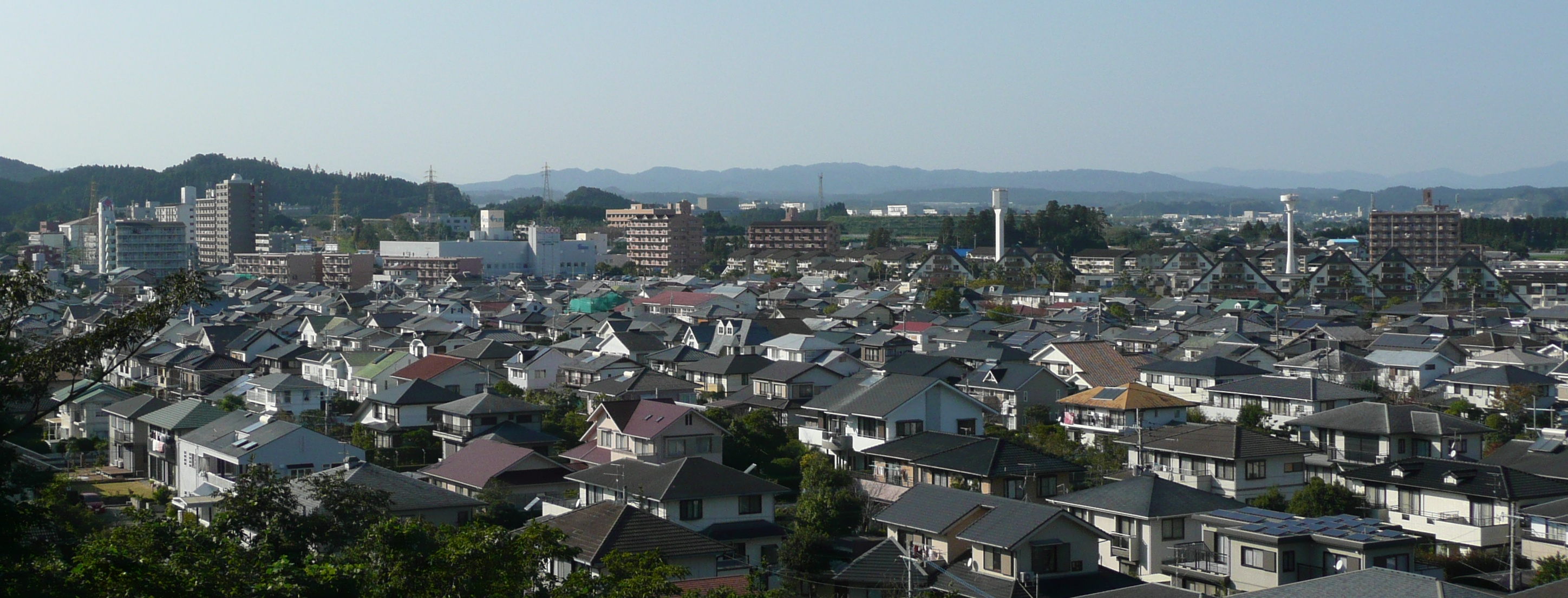
宮崎学園都市の一部（学園木花台とタウンセンター）

北東部は日向灘に面しており、清武川・加江田川が注いでいる。この一帯は、1970年代末以降、宮崎県総合運動公園の整備や宮崎学園都市の建設（宮崎大学移転、学園木花台団地の造成）などの開発が進められている。
内陸部は双石山など鰐塚山地の山々が広がっている。

### 町域
- 大字加江田
- 大字鏡洲
- 大字熊野
- 学園木花台北一丁目 - 三丁目
- 学園木花台桜一丁目・二丁目
- 学園木花台西一丁目・二丁目
- 学園木花台南一丁目 - 三丁目

## 歴史
- 1889年（明治22年）5月1日 - 町村制の施行により、北那珂郡隈野村・鏡洲村・加江田村の区域をもって木花村が発足。
- 1896年（明治29年）4月1日 - 郡の統合により木花村の所属郡が宮崎郡に変更[1]。
- 1951年（昭和38年）3月25日 - 木花村が宮崎市に編入。
- 1993年（平成5年）2月24日 - 宮崎学園都市が完成。
- 2006年（平成18年）1月1日 - 旧・木花村が木花地域自治区となる。

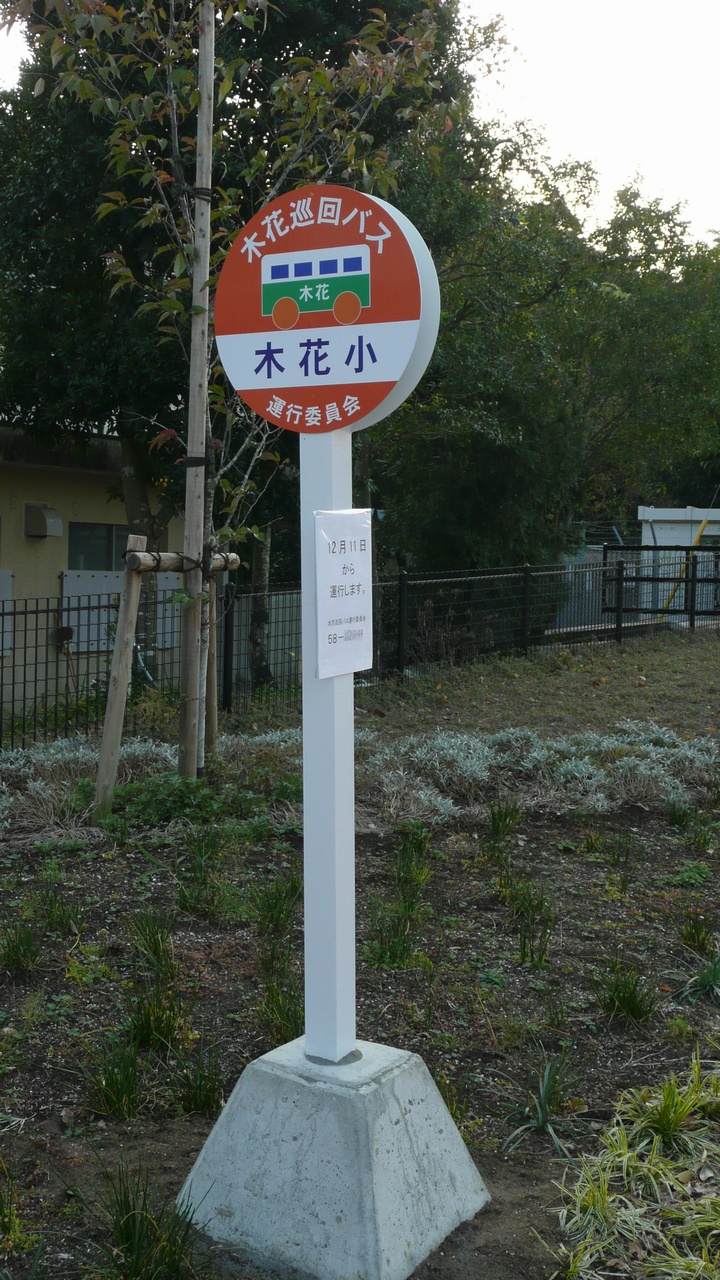
木花巡回バスのバス停

- 2007年（平成19年）12月10日 - 木花巡回バス運行委員会によりコミュニティバス『木花巡回バス』の運行を開始。

## 地域

### 教育
- 宮崎市立鏡洲小学校
- 宮崎市立学園木花台小学校
- 宮崎市立木花小学校
- 宮崎市立木花中学校
- 宮崎大学（木花キャンパス）

### 文化施設
- 木花公民館

### 体育施設
- 宮崎県総合運動公園
  - 宮崎県総合運動公園硬式野球場（サンマリンスタジアム宮崎）

## 交通

### 鉄道
- 日南線
  - 木花駅 - 運動公園駅 - 曽山寺駅 - 子供の国駅

### 道路
- 国道220号
- 宮崎県道27号宮崎北郷線

## 名所・旧跡・観光スポット・祭事・催事
- こどものくに
  - みやざきフラワーフェスタ（3月 - 5月）
- プロ野球キャンプ - 宮崎県総合運動公園、読売ジャイアンツなど
- 宮崎市自然休養村センター（このはなの湯）
- 曽山寺温泉
- 木花温泉（閉館）